# Coleophora fringillella
Coleophora fringillella é uma espécie de mariposa do gênero Coleophora pertencente à família Coleophoridae.